# Disneys Hall of Fame

Offizielles Logo

Disneys Hall of Fame (kurz HoF) war eine von 2004 bis 2011 bei Ehapa erscheinende 20-bändige Comicbuchreihe, die jeweils eine Ausgabe einem herausragenden Disney-Zeichner widmete.

## Allgemeines
Nach den großen Erfolgen der Barks-Library-Bücher sowie der Don-Rosa-Albenreihe entschloss sich der Verlag, weitere Publikationen zu veröffentlichen, die auch andere bekannte Zeichner und Autoren der Disney-Welt beinhalten. Die Bücher, welche jeweils nur einem Zeichner gewidmet sind, haben alle ein Hardcover und umfassen je etwa 160–200 Seiten.
Zusätzlich zu den eigentlichen Geschichten werden diese vom jeweiligen Zeichner kommentiert und um die eine oder andere Anekdote bereichert. Die Reihe enthält – ausgenommen der Geschichten aus Rosas „Opus magnum“ Sein Leben, seine Milliarden, das ja separat im Buchhandel veröffentlicht wird – das Gesamtwerk Don Rosas an Disney-Comics in acht Bänden. Rosa textete und zeichnete mit einer Anzahl von 93 vergleichsweise eher wenige Disney-Comics.

## Ausgaben
- Hall of Fame 1: Don Rosa (2004)
- Hall of Fame 2: Vicar (2004)
- Hall of Fame 3: Romano Scarpa (2004)
- Hall of Fame 4: Jan Gulbransson (2005)
- Hall of Fame 5: Paul Murry (2005)
- Hall of Fame 6: Don Rosa Teil 2 (2005)
- Hall of Fame 7: Marco Rota (2005)
- Hall of Fame 8: William van Horn (2006)
- Hall of Fame 9: Don Rosa Teil 3 (2006)
- Hall of Fame 10: Daniel Branca (2006)
- Hall of Fame 11: Romano Scarpa Teil 2 (2007)
- Hall of Fame 12: Floyd Gottfredson (2007)
- Hall of Fame 13: Vicar Teil 2 (2008)
- Hall of Fame 14: Don Rosa Teil 4 (2008)
- Hall of Fame 15: Freddy Milton & Daan Jippes (2008)
- Hall of Fame 16: Don Rosa Teil 5 (2009)[1]
- Hall of Fame 17: Dick Kinney & Al Hubbard (2009)
- Hall of Fame 18: Don Rosa Teil 6 (2010)
- Hall of Fame 19: Don Rosa Teil 7 (2010)
- Hall of Fame 20: Don Rosa Teil 8 (2011)